# Onychostoma
Onychostoma é um género de peixe actinopterígeo da família Cyprinidae.
Este género contém as seguintes espécies:
- Onychostoma alticorpus (Ōshima, 1920)
- Onychostoma angustistomata (P. W. Fang, 1940)
- Onychostoma barbatulum (Pellegrin, 1908)
- Onychostoma barbatum (S. Y. Lin, 1931)
- Onychostoma breve (H. W. Wu & J. S. T. F. Chen, 1977)
- Onychostoma daduense R. H. Ding, 1994
- Onychostoma dongnaiensis H. Đ. Hoàng, H. M. Phạm & N. T. Trần, 2015[1]
- Onychostoma elongatum (Pellegrin & Chevey, 1934)
- Onychostoma fangi Kottelat, 2000
- Onychostoma fusiforme Kottelat, 1998
- Onychostoma gerlachi (W. K. H. Peters, 1881)
- Onychostoma krongnoensis H. Đ. Hoàng, H. M. Phạm & N. T. Trần, 2015[1]
- Onychostoma laticeps Günther, 1896
- Onychostoma leptura (Boulenger, 1900)
- Onychostoma lini (H. W. Wu, 1939)
- Onychostoma macrolepis (Bleeker, 1871)
- Onychostoma meridionale Kottelat, 1998
- Onychostoma minnanensis Jang-Liaw & I. S. Chen, 2013 [2]
- Onychostoma ovale Pellegrin & Chevey, 1936
- Onychostoma rarum (S. Y. Lin, 1933)
- Onychostoma simum Sauvage & Dabry de Thiersant, 1874
- Onychostoma uniforme (Đ. Y. Mai, 1978)
- Onychostoma virgulatum Q. Xin, E. Zhang & W. X. Cao, 2009